# 竹地盛治
竹地 盛治（たけち せいじ、男性、1977年4月27日 - 2001年8月10日）は、日本のプロボクサー。香川県仲多度郡出身。元OPBF東洋太平洋スーパーウェルター級王者。ヨネクラボクシングジム所属選手としてプロデビュー、1998年より中外ボクシングジム所属。多度津工業高等学校卒業。OPBF王者との4連戦後、王座を保持したまま24歳で夭逝した。

## 来歴
一年ほど休学中だった高校時代に、ボクシングを始め、1997年6月24日、プロデビュー戦に判定勝利を収めた。1998年のジム移籍前後を通じて2連敗後の同年11月22日、香川・坂出サティホールで4RTKO勝利を収め、再起を果たした。
2000年7月23日、坂出サティホールで宋国烈の持つOPBF東洋太平洋スーパーウェルター級王座に挑戦。10Rに偶然のバッティングで左目上をカットし、試合はストップされた。これをヒッティングによる負傷としてレフェリーが宋のTKO勝利を宣言した後に裁定は一転、バッティングによるものとの竹地陣営の抗議が認められ、10Rまでの採点で2-1（98-96、97-95、95-99）の負傷判定勝利とされた。しかし負傷の原因をめぐって勝敗はもめ、さらに宋陣営の抗議が続いた。OPBFはこの試合に対して宋が正規王座を防衛、竹地は8月21日付で暫定王座を獲得と認定し、王座統一戦を義務付けることで決着させた。
2000年11月26日、坂出サティホールで行われた宋との同王座統一戦では初回に左フックでダウンを奪ったものの3Rに偶然のバッティングを受けて額を負傷、試合はストップされて引分となり、それぞれが王座を防衛した。翌2001年1月15日、後楽園ホールでケビン・パーマーが4度防衛中のOPBF東洋太平洋ミドル級王座にスーパーウェルター級暫定王座を保持したまま挑戦し、0-3（116-117、115-117、115-118 ）の判定負けとなった。
2001年5月13日、坂出サティホールで、宋から正規王座を引き継いだ石田順裕とのOPBF東洋太平洋スーパーウェルター級王座統一戦に3-0（115-114、116-114、117-116）の判定勝利を収めて同正規王座を獲得し、香川県初の同王者となった。
同年8月10日午前1時頃、琴平町・金刀比羅宮の表参道付近で用水路への転落を防止する鉄柵にロープを結んで縊死。午前6時40分頃発見され、琴平署は自殺と断定した。金刀比羅宮は竹地がトレーニングを兼ねて石段駕籠担きの副業をしていた場所であり、日本のジムに所属する現役王者の自殺は前例の無い事態であった。

## 戦績
- アマチュアボクシング：19戦10勝9敗[3]
- プロボクシング：15戦10勝 (2KO) 3敗2分

| 戦           | 日付           | 勝敗 | 時間    | 内容    | 対戦相手                   | 国籍           | 備考                                                                     |
| ------------ | -------------- | ---- | ------- | ------- | -------------------------- | -------------- | ------------------------------------------------------------------------ |
| 1            | 1997年6月24日  | 勝利 | 4R      | 判定    | 山口将士 （多寿満）        | 日本           | プロデビュー戦                                                           |
| 2            | 1997年8月26日  | 勝利 | 4R      | 判定    | 西澤聡 （エイティーン）    | 日本           |                                                                          |
| 3            | 1997年9月30日  | 勝利 | 4R      | 判定    | 清水光毅 （八戸帝拳）      | 日本           |                                                                          |
| 4            | 1997年11月8日  | 敗北 | 6R      | 判定    | 中橋裕仁 （白井・具志堅）  | 日本           |                                                                          |
| 5            | 1998年7月20日  | 敗北 | 6R      | 判定    | 斉藤幸一 （いわき協栄）    | 日本           |                                                                          |
| 6            | 1998年11月22日 | 勝利 | 4R 0:20 | TKO     | 下迫田真也 （明石）        | 日本           |                                                                          |
| 7            | 1999年2月7日   | 勝利 | 6R      | 判定    | 吉田康成 （中内）          | 日本           |                                                                          |
| 8            | 1999年5月4日   | 引分 | 3R 0:50 | 負傷    | 山本昌碁 （新日本Tカスガ） | 日本           |                                                                          |
| 9            | 1999年6月20日  | 勝利 | 8R      | 判定    | 松下文昭 （鈴鹿ニイミ）    | 日本           |                                                                          |
| 10           | 1999年11月14日 | 勝利 | 8R      | 判定    | ハリス・プジョノ           | インドネシア   |                                                                          |
| 11           | 2000年4月23日  | 勝利 | 1R 1:59 | KO      | フローレンス・ガルシア     | フィリピン     |                                                                          |
| 12           | 2000年7月23日  | 勝利 | 10R終了 | 負傷2-1 | 宋国烈                     | 韓国           | OPBF東洋太平洋スーパーウェルター級タイトルマッチ／暫定王座獲得として収束 |
| 13           | 2000年11月26日 | 引分 | 3R 0:55 | 負傷    | 宋国烈                     | 韓国           | OPBF東洋太平洋スーパーウェルター級王座統一戦                             |
| 14           | 2001年1月15日  | 敗北 | 12R     | 判定0-3 | ケビン・パーマー （金子）  | アメリカ合衆国 | OPBF東洋太平洋ミドル級タイトルマッチ                                     |
| 15           | 2001年5月13日  | 勝利 | 12R     | 判定3-0 | 石田順裕 （金沢）          | 日本           | OPBF東洋太平洋スーパーウェルター級王座統一戦                             |
| テンプレート |                |      |         |         |                            |                |                                                                          |

## 獲得タイトル
- OPBF東洋太平洋スーパーウェルター級暫定王座（1度防衛）
- 第23代OPBF東洋太平洋スーパーウェルター級王座（防衛0＝死亡による返上）